# 異物巨細胞
異物巨細胞 (いぶつきょさいぼう、英: Foreign Body Giant Cell、FBGC) は、複数のマクロファージが合一した食細胞である。インプラント等の生体中の非分解性異物を除去するために、慢性炎症に伴って形成される自然免疫系の細胞である。細胞内の核は配置に規則性を持たない。

## 概要
生体中の異物（自己組織由来でない物質）は通常マクロファージが貪食することによって除去されるが、異物がおよそ5μmより大きい場合には貪食することができない。この場合炎症が慢性化することとなり、これに伴って分泌されるサイトカインの刺激によってマクロファージが合一し異物巨細胞が形成される。

## 機能

### 貪食
複数のマクロファージが合一することにより、単独のマクロファージでは貪食することのできない大きさの異物を貪食できるようになる。また、異物表面に接着した巨細胞は、異物との間に活性酸素種やMMPのような酵素などを放出することによって異物の分解を促進する。

### 治癒への寄与
異物巨細胞への合一を促進しない基材上ではマクロファージはインターロイキン(IL)-6やTNF-αなどの炎症性サイトカインの産生を継続する。一方、巨細胞へと合一するとこれらの産生は抑制され、代わって抗炎症性サイトカインであるIL-10、IL-1raなどを産生する。このことによって、異物巨細胞は炎症の鎮静化に寄与しているものと考えられている。

### 線維化の促進
その一方、異物巨細胞はTGF-βやPDGFも産生することが知られており、これらは筋線維芽細胞によるコラーゲン産生を促進することから、巨細胞が筋線維芽細胞を介した異物の被包化 (encapsulation) に寄与しているものと考えられる。

## 特徴
合一したマクロファージの数により様々な大きさを持つ細胞で、多い場合には数十にもなる多数の細胞核を含む。細胞質はよく発達しており、核は細胞質の中央付近に互いに重なりあって存在する。
細胞表面にはインテグリンα3β1が見られる。

## 形成
培養系では液性因子としてはIL-4、-13、接着タンパクとしてはフィブロネクチンやビトロネクチンにより合一が誘導されることが知られている。逆に、オステオポンチンは合一を抑制する。
合一が開始する際には、CD44およびCD47の発現が増加し、各々合一と多核化に寄与する。また、少なくとも一つのマクロファージで樹状細胞特異的膜貫通タンパク質 (DC-STAMP) が必須である。